# فهرست وسایل شستشو

## انواع شوینده‌ها
- شامپو
- صابون
- مایع ظرفشویی
- پودر رختشویی
- وایتکس
- خمیر دندان
- کتیرا
- مایع شیشه‌شوی (شیشه‌پاک‌کن)
- شامپو فرش
- جرم‌گیر
- مایع دستشویی
- روشور

## ابزار شستشو
- مسواک
- شلنگ آب
- اسکاچ
- ماشین ظرفشویی
- ماشین رختشویی
- برس
- تشت
- کارواش
- تِ
- سیم ظرفشویی
- اسکاچ تفلون‌شوی
- سیفون
- لیف
- کیسه حمام
- سنگ پا
- دستمال
- سطل
- شوینده پرفشار (واترجت)[۱]
- کف شوی